# Hermannia althaeoides
Hermannia althaeoides là một loài thực vật có hoa trong họ Cẩm quỳ. Loài này được Link mô tả khoa học đầu tiên.